# Catoptria digitellus
Catoptria digitellus là một loài bướm đêm trong họ Crambidae.